# Park Longtan

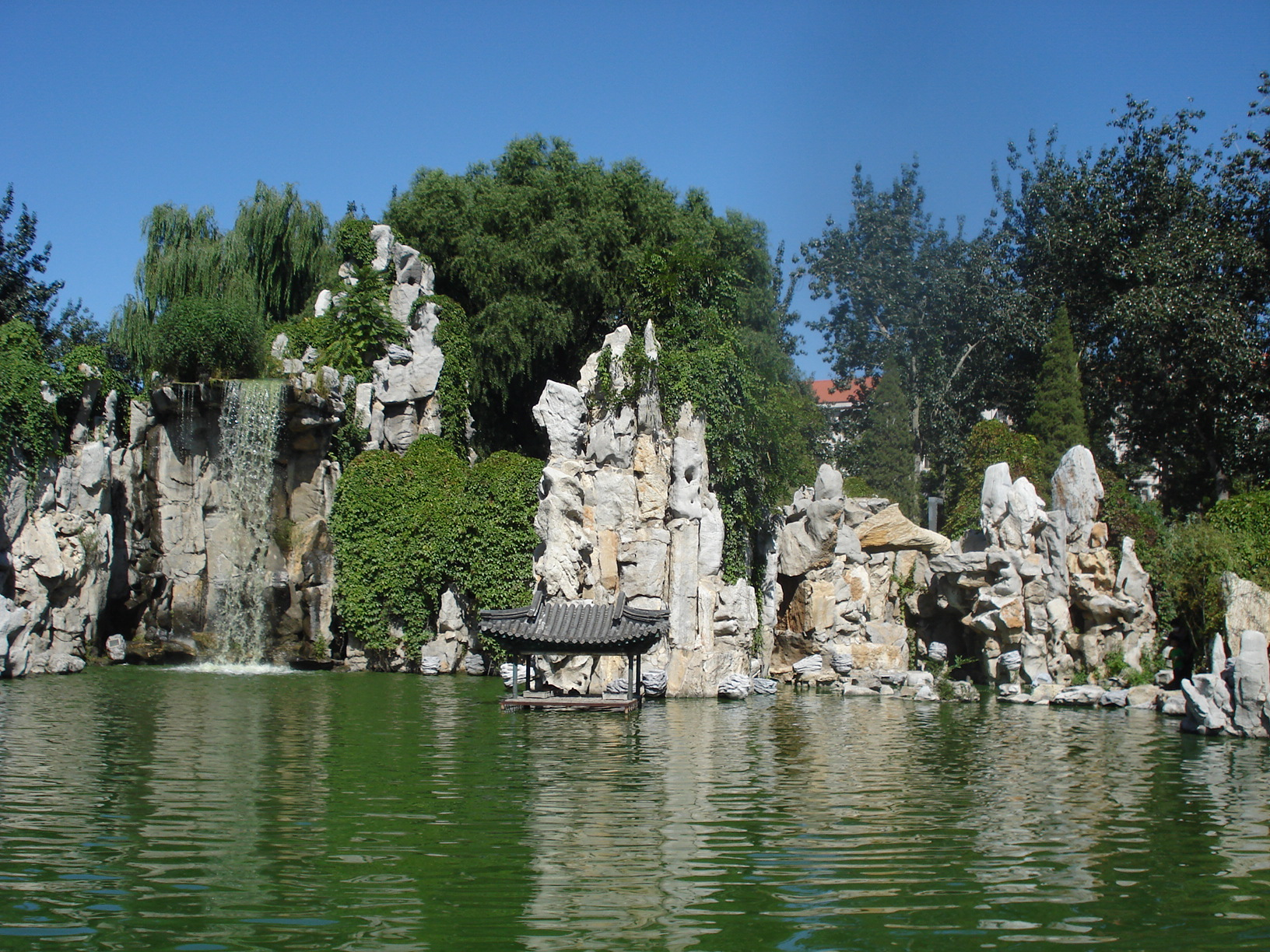
Brzeg parkowego jeziora

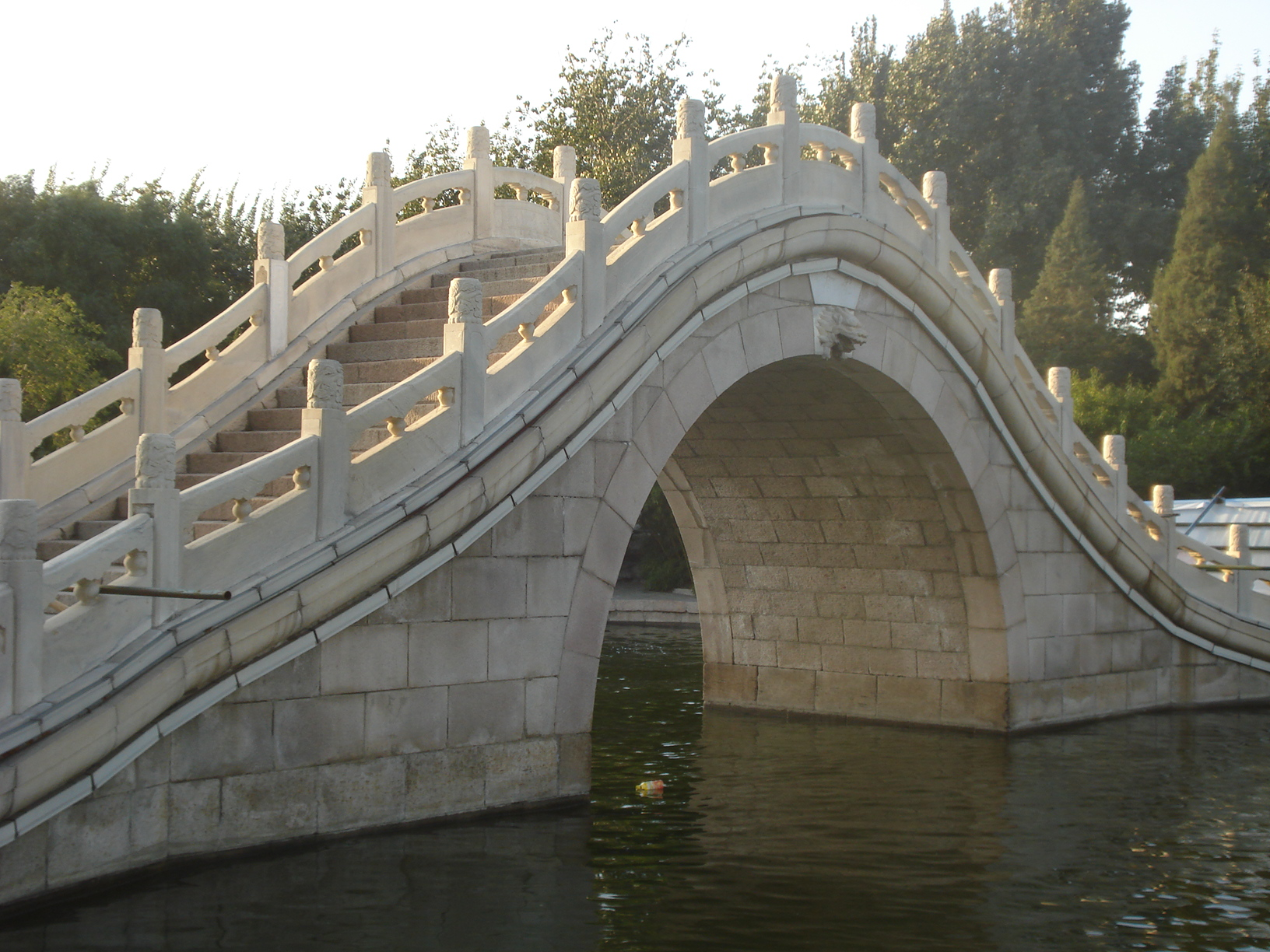
Jeden z mostków

Park Longtan (chiń. upr. 龙潭湖公园, chiń. trad. 龍潭湖公園, pinyin Lóngtánhú Gōngyuán) – park miejski znajdujący się w dzielnicy Chongwen w Pekinie, około 1,5 kilometra na wschód od Świątyni Nieba. Od zachodu graniczy z parkiem rozrywki, w którym znajduje się m.in. diabelski młyn. 
Utworzony w 1952 roku park zajmuje powierzchnię około pół kilometra kwadratowego. Nazwa parku pochodzi od znajdującego się w centrum wielkiego jeziora (Longtan Hu, dosł. Jezioro Smocze). Jego brzegi przyozdobione są mostkami, płaczącymi wierzbami oraz skalniakami; znajdują się tam również herbaciarnie i restauracja. Park stanowi popularne miejsce wypoczynku i rekreacji (posiada wydzielone miejsca, w których można m.in. ćwiczyć taijiquan i grać w ping-ponga).
Na terenie parku znajduje się kilka elementów małej architektury, m.in. niewielkie pawilony. Najpopularniejszym budynkiem jest świątynia Yuandushi, wzniesiona na początku XVII wieku przez generała Yuan Chonghuana. Corocznie w chiński Nowy Rok odbywają się tam obchody Święta Wiosny.